# Ульф фон Ейлер
Ульф Сванте фон Ойлер (швед. Ulf Svante von Euler; народився 7 лютого 1905 року, в Стокгольмі, Швеція — помер 9 березня 1983 року) — шведський фізіолог та фармаколог, лавреат Нобелівської премії з фізіології і медицини 1970 року «за відкриття, що стосуються гуморальних передавачів у нервових закінченнях і механізмів їхнього зберігання, виділення та інактивації». Ейлер відкрив простагландин, піперидин та норадреналін.

## Родинні зв'язки
Ульф фон Ейлер є сином Ганса фон Ейлер-Хельпіна — члена Королівської шведської академії наук, іноземного члена АН СРСР. Також він є нащадком великого математика Леонарда Ейлера.